# Metropolitní muzeum umění
Metropolitní muzeum umění (anglicky Metropolitan Museum of Art), hovorově MET, je galerie umění v New Yorku, nejstarší a největší muzeum umění v USA. Leží na Páté avenue, na východním okraji Central Parku, blízko stanice metra "86th Street".. Založeno bylo roku 1870 ze soukromých darů (nadační jmění přes 3 miliardy USD), provizorně otevřeno 1872 a od roku 1880 sídlí v současné budově, která byla ovšem několikrát rozšířena. Je téměř 400 m dlouhá, má 190 tisíc m2 podlahové plochy, ve stálé sbírce má přes 2 miliony uměleckých prací a v roce 2016 je navštívilo přes 7 milionů návštěvníků. Vstup byl původně volný, v důsledku finanční krize, která silně omezila výnos nadačního jmění, zavedlo muzeum vstupné 25 USD.
Muzeum je pojato jako univerzální a má představovat všechny druhy výtvarného umění včetně užitého a fotografie, od nejstarších dob po současnost a ze všech světadílů. Sbírky jsou rozděleny do 19 sekcí, zčásti podle zeměpisného původu a stáří děl, zčásti jako specializované sbírky například zbraní a zbroje, hudebních nástrojů, oblékání a módy, šperků nebo kreseb a grafiky. Součástí muzea je bohatá veřejně přístupná knihovna, restaurátorské dílny a badatelská oddělení. Vedle hlavní budovy má ještě dvě pobočky, sbírku evropského středověkého umění The Cloisters na severním konci Manhattanu a od roku 2016 budovu Met Breuer na Madison Avenue, kde je sbírka moderního evropského a amerického umění.
Od roku 2013 zahájilo muzeum projekt "digitálních sbírek", který by měl postupně zveřejnit na internetu podstatnou část muzejních sbírek, katalogy knihoven, výstav a publikace muzea.

## Sbírky

### Zeměpisné a historické celky

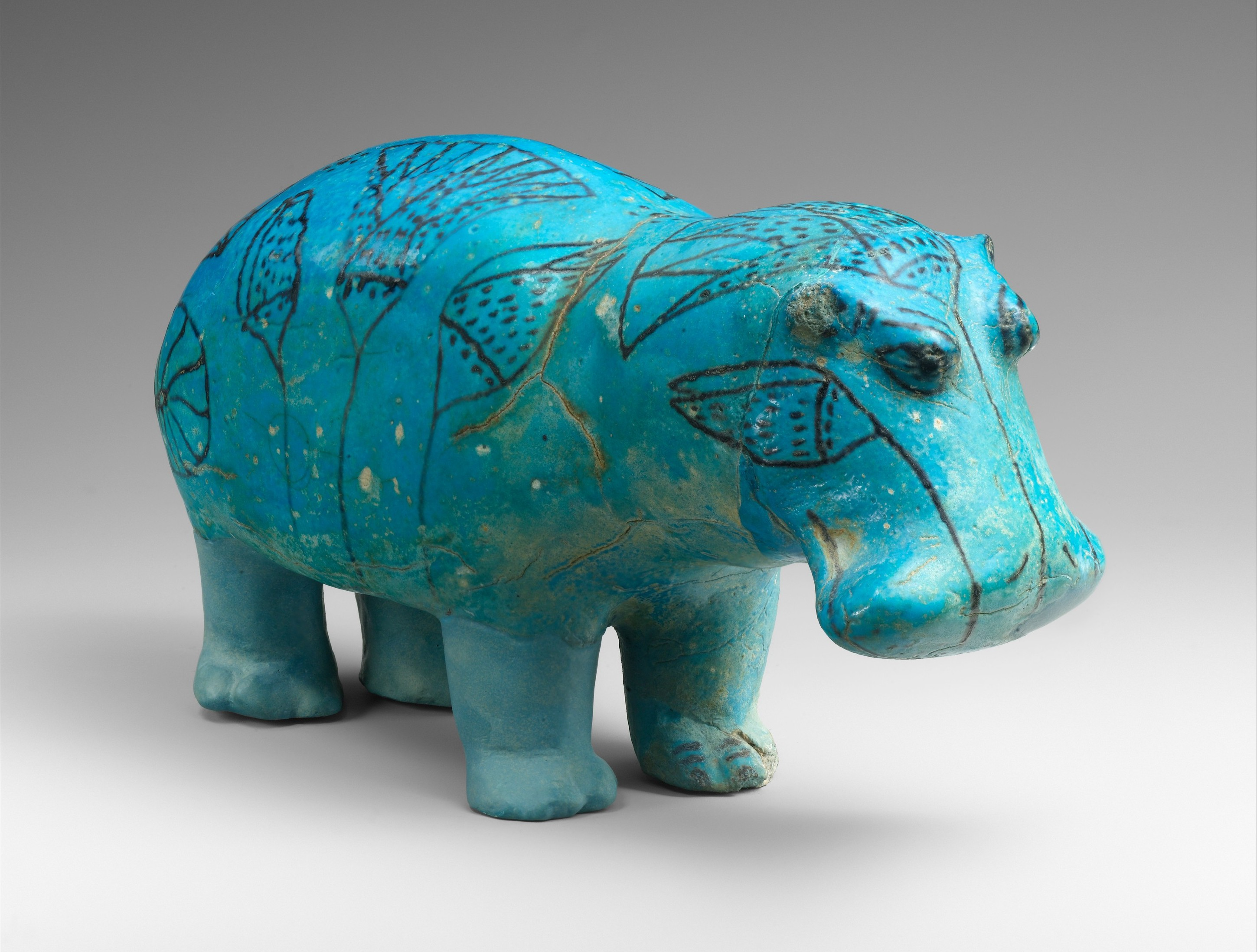
Hroch William (Egypt, 12. dynastie, kolem 1900 př. n. l.)

- Starověký Blízký východ – Sumer, Babylon, Elam atd., přes 7 tisíc předmětů
- Asijské umění – Indie, Čína, Japonsko, 35 tisíc předmětů, zahradní dvorek ve stylu dynastie Ming
- Egyptské umění – 35 tisíc objektů, hlavně z vlastní archeologické činnosti; jedinečná sbírka modelů z faraonských hrobů, hroch William je maskotem muzea
- Řecký a římský starověk – 17 tisíc předmětů od kykladských soch po pozdní Řím
- Islámské umění – 12 tisíc předmětů, hlavně rukopisy a miniatury, keramika a textil
- Evropské malířství – asi 1700 předmětů ze všech období
- Evropské sochařství a užité umění – 50 tisíc předmětů od soch až po nábytek od 15. do 20. století
- Americké křídlo – americké umění od 18. do 20. století
- Afrika, Oceánie a obojí Amerika – Rockefellerovo křídlo, přes 11 tisíc objektů od australských skalních kreseb po současnost

### Tematické celky
- Zbraně a zbroj – 14 tisíc předmětů od japonských mečů z 5. století po americké střelné zbraně 20. století
- Oblečení a móda – 35 tisíc obleků a doplňků, výstavy slavných módních návrhářů
- Kresby a grafika – 17 tisíc kreseb, 1,5 milionu grafik a 12 tisíc knih včetně slavných jmen (Michelangelo, Leonardo, Rembrandt, Degas)
- Sbírky Roberta Lehmana – soukromá sbírka evropského malířství (Boticelli, El Greco, Rembrandt, Dürer)
- Hudební nástroje – asi 5 tisíc exponátů z celého světa a ze všech dob

## The Cloisters

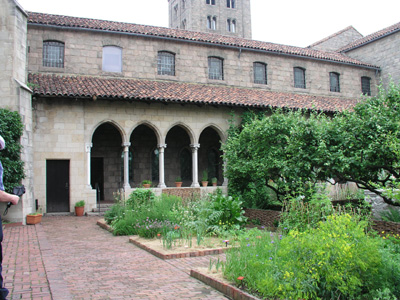
Zahrada The Cloisters, Fort Tryon Park, New York

The Cloisters je oddělení Metropolitního muzea umění určené pro středověké evropské Umění a architekturu. Nachází se v newyorském Fort Tryon Parku, na návrší při severním konci Manhattanu, odkud je výhled na řeku Hudson. Zdejší sbírka čítá asi pět tisíc středověkých evropských uměleckých děl, zejména z období od 12. do 15. století, od drobných předmětů až po architektonické celky (kvadratury, kaple), přivezené většinou z Francie.

## Fotografie

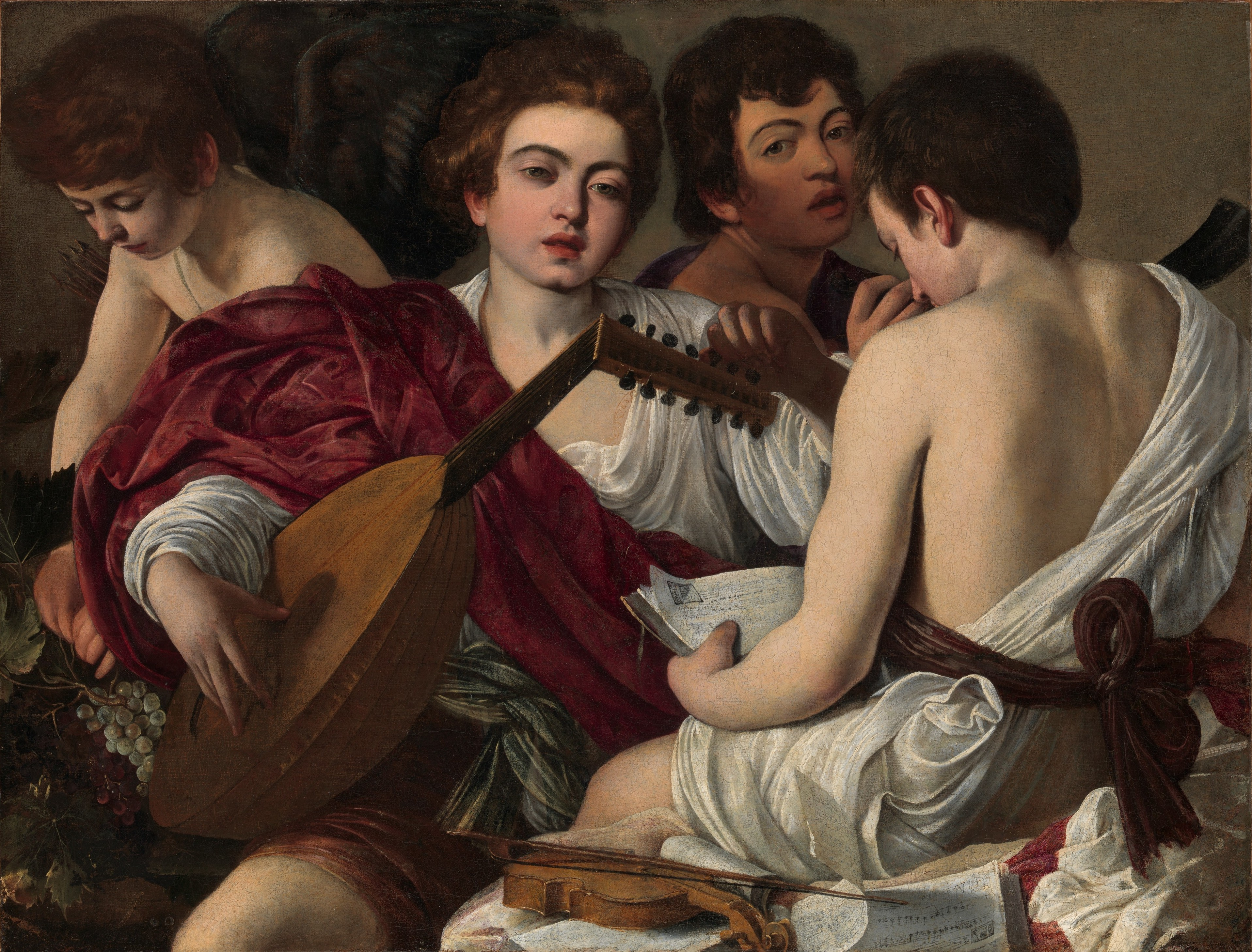
obraz The Musicians od Caravaggia, 1595

Muzejní kolekce fotografií obsahuje více než 20.000 děl, je zaměřena na pět hlavních sbírek plus ještě vedlejší akvizice. Proslulý fotograf Alfred Stieglitz muzeu daroval první velkou sbírku svých fotografií. Její součástí je komplexní přehled piktorialistických fotografů, bohatý soubor grafických listů mistra Edwarda Steichena a kolekce Stieglitzových fotografií z jeho vlastního studia.
Muzeum Stieglitzovu sbírku doplnilo 8500 kusy kolekce takzvané Gilman Paper Company Collection, Rubel Collection a Ford Motor Company Collection, které obsahují díla rané francouzské a americké fotografie, rané britské fotografie a americké i evropské fotografie z doby po první světové válce. Muzeum také získalo osobní sbírku fotografií Walkera Evanse. Přestože oddělení získalo stálou expozici v roce 1997, nejsou z archivu vystavena všechna díla, vzhledem k citlivým materiálům. Nicméně fotografické oddělení v nedávné minulosti zorganizovalo některé z nejlepších výstav, včetně výstavy Diane Arbusové a také rozsáhlé retrospektivy věnované tématu fotografie.
Muzeum vlastní díla umělců jako jsou například Gustave Le Gray (Francouz, 1820–1884), Édouard Baldus (Francouz, nar. v Prusku, 1813–1889), Nadar (Francouz, 1820–1910), Eugène Cuvelier (Francouz, 1830–1900), Diane Arbusová (Američanka, 1923–1971)., Bernd a Hilla Becherovi (Němci, 1931–2007; nar. 1934), Rineke Dijkstra (Holanďanka, nar. 1959), Thomas Ruff (Němec, nar. 1958) nebo Yousuf Karsh (Kanaďan arménského původu 1908–2002).
Muzeum v roce 1984 zakoupilo od André Kertésze (1894–1985) 100 fotografií, což byl doposud největší muzejní přírůstek od žijícího umělce.

## Galerie obrazů

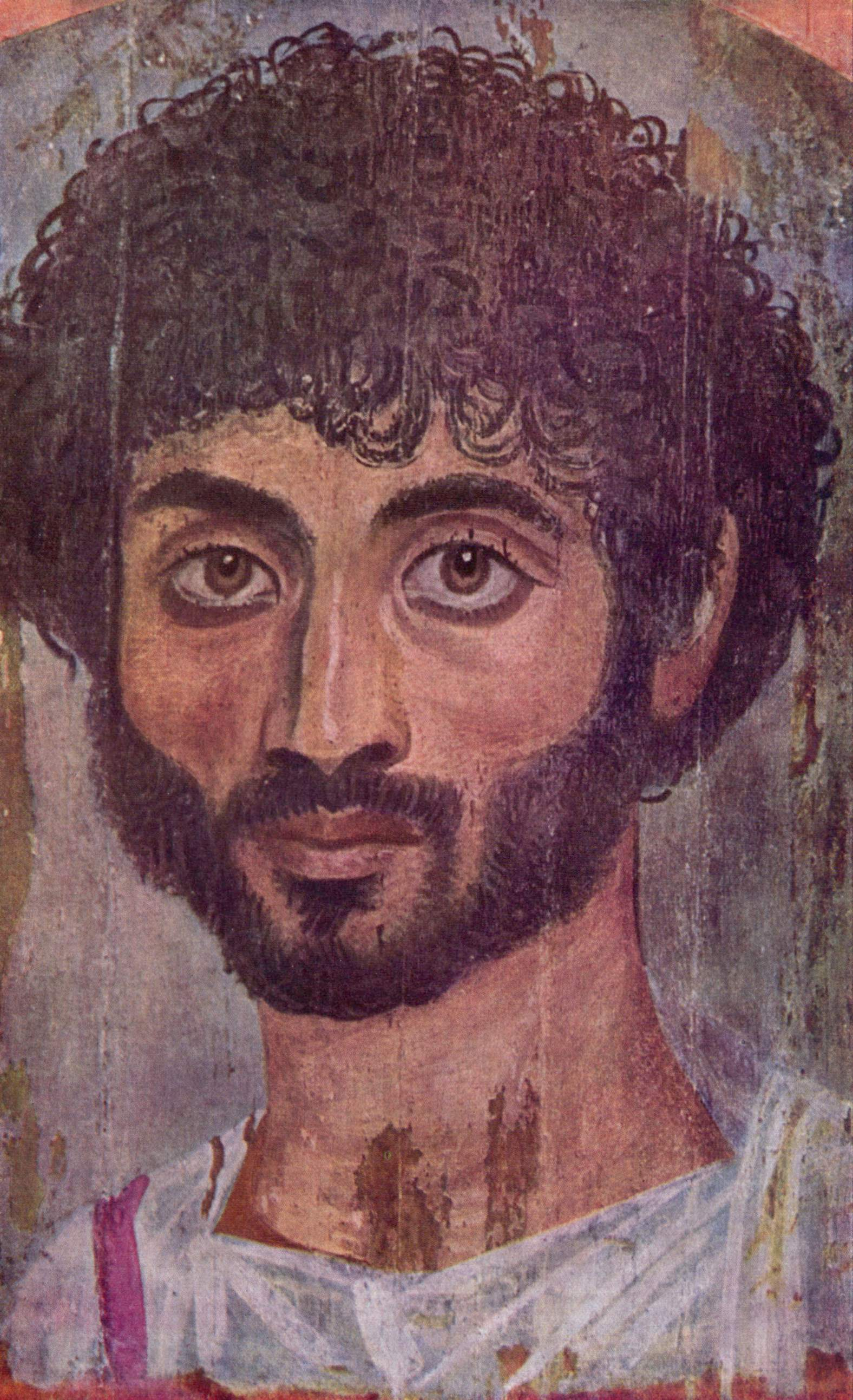
Mumiový portrét z Fajjúmu
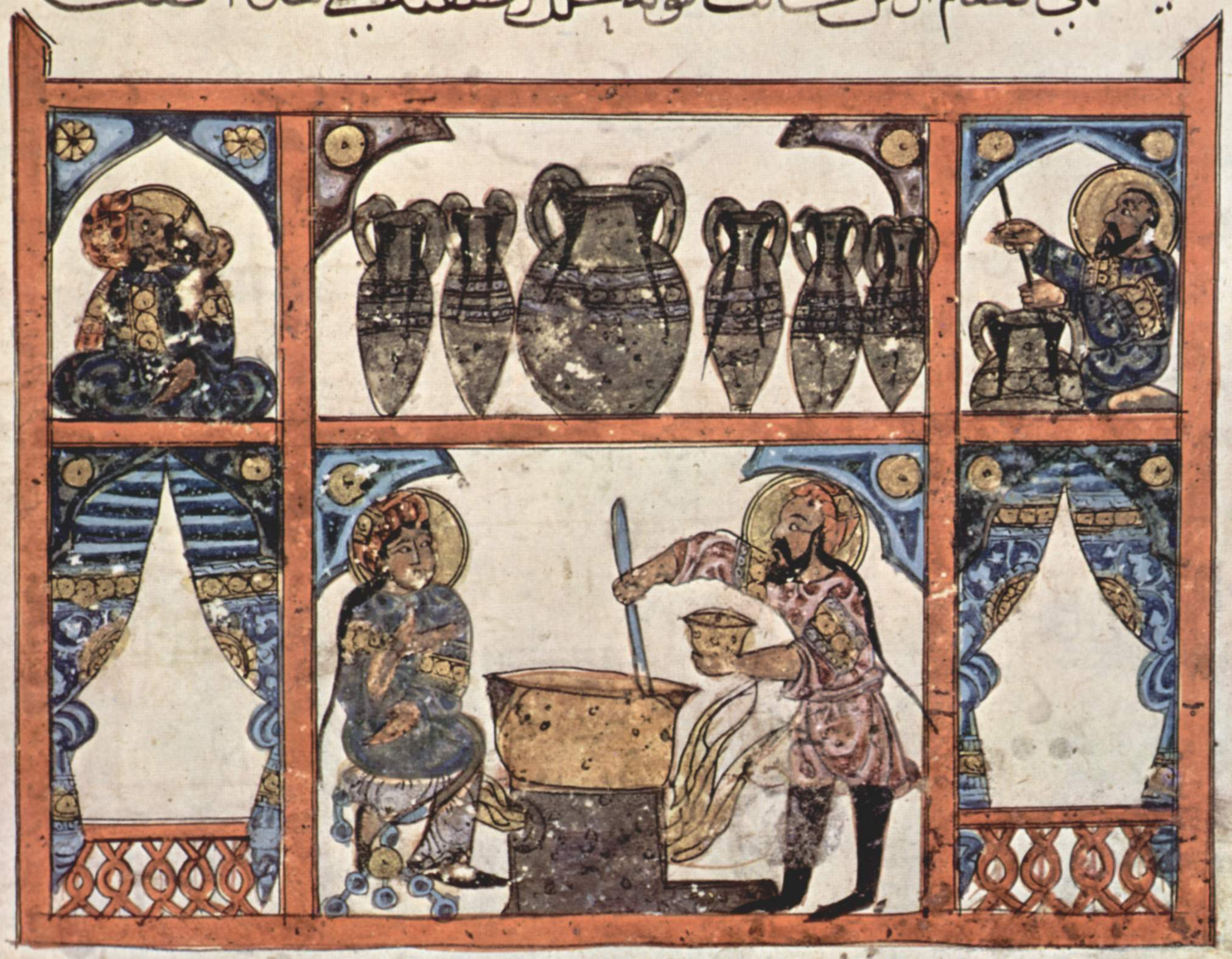
Irácký malíř, Lékárna (1224)
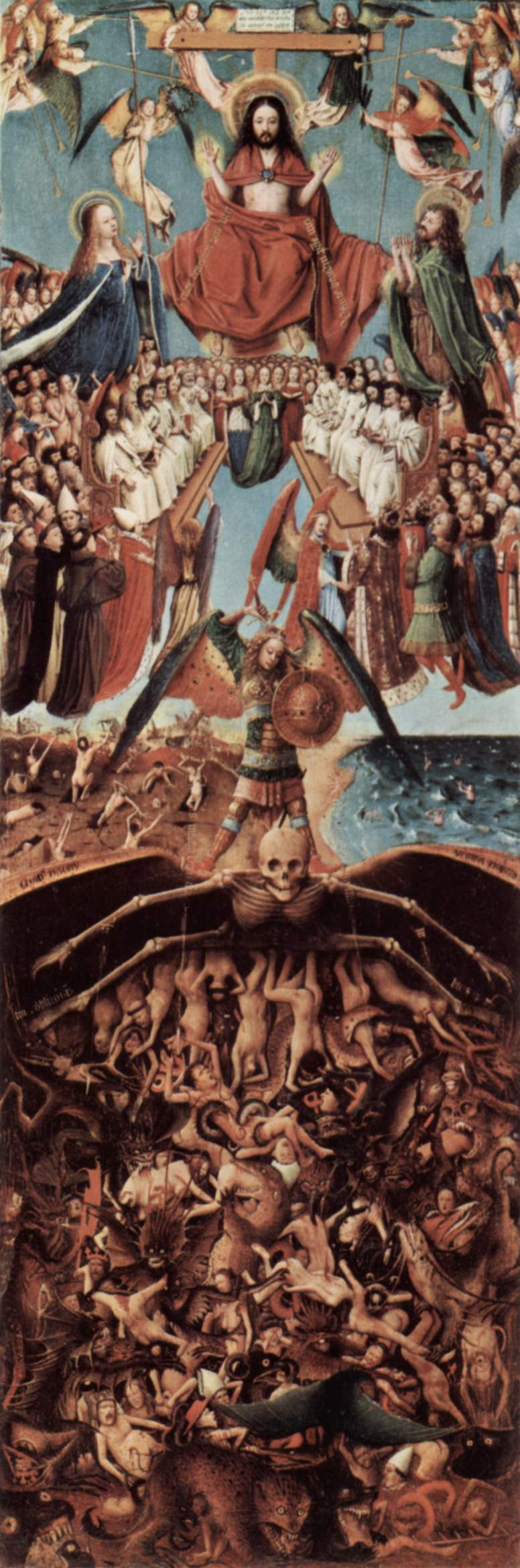
Van Eyck, Poslední soud (asi 1430)
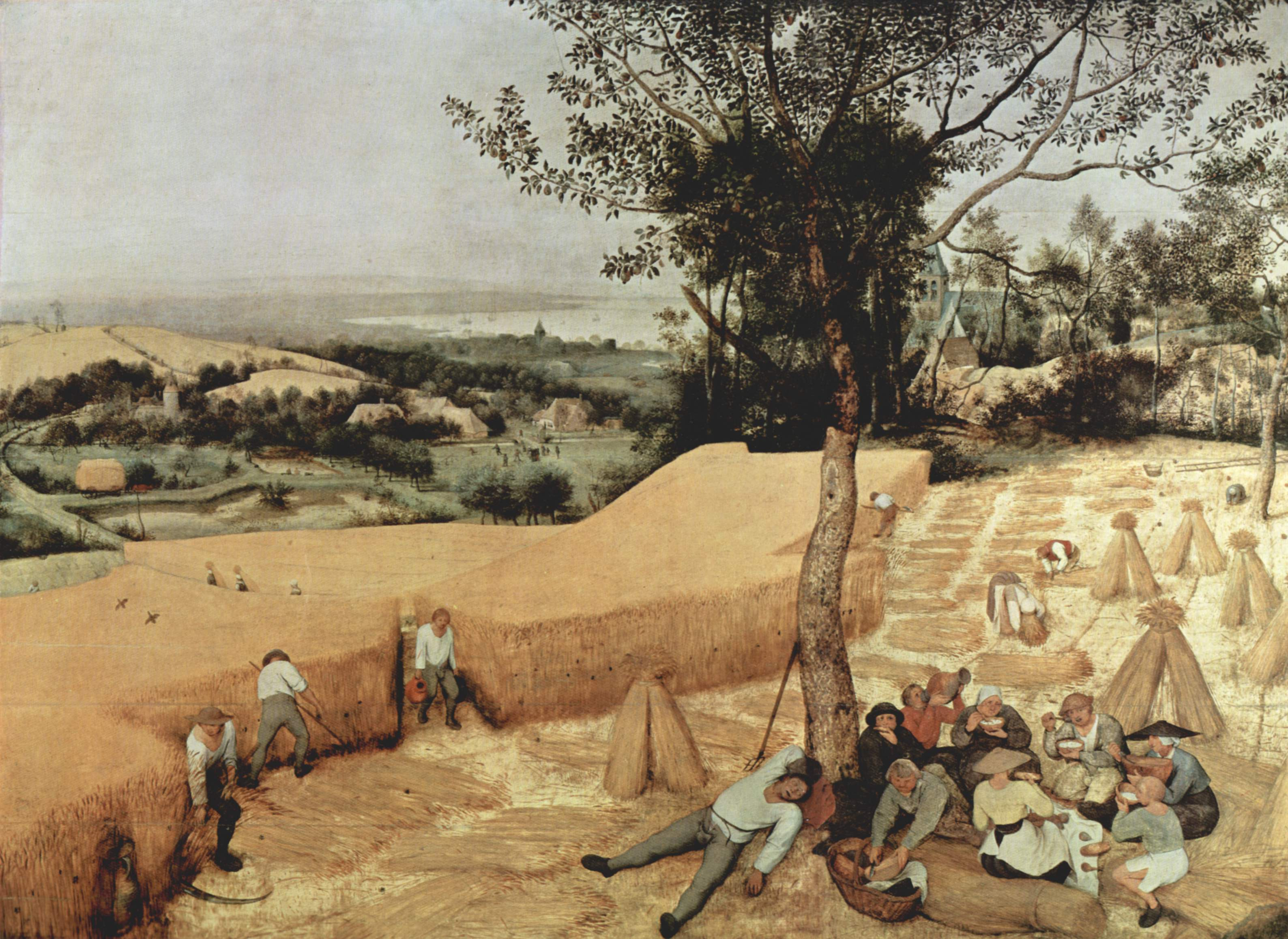
Brueghel starší, Žně (1565)
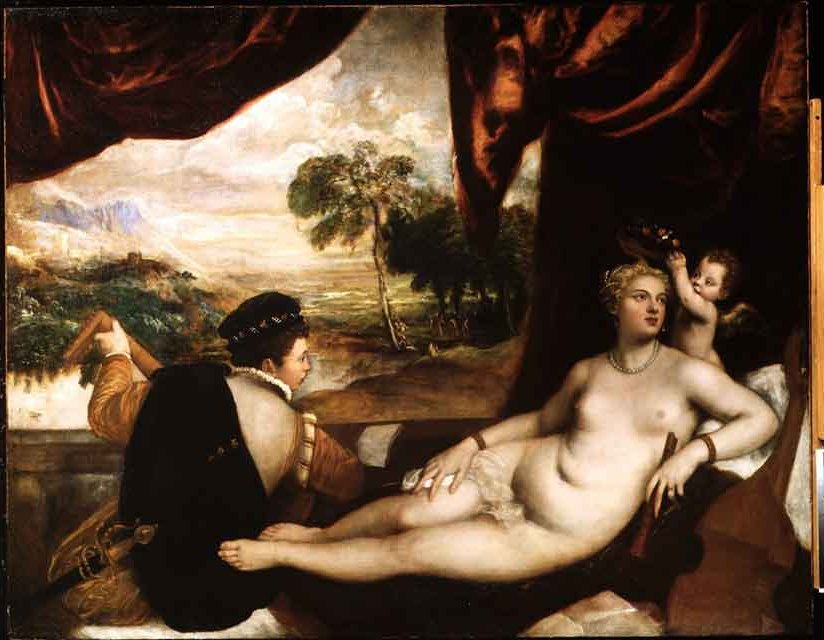
Tizian, Venuše a loutnista (1560)
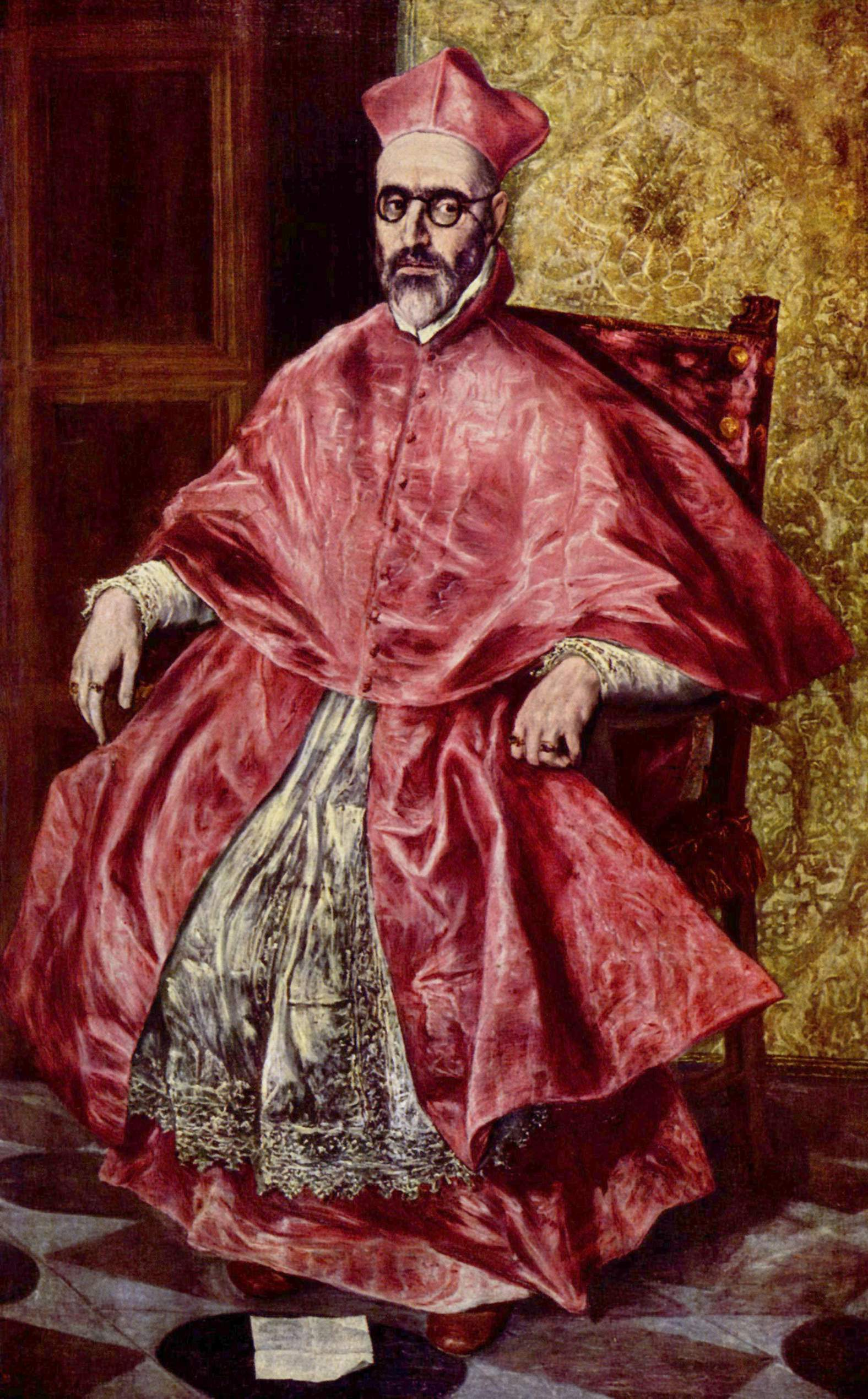
El Greco, Kardinál de Guevara (asi 1600)
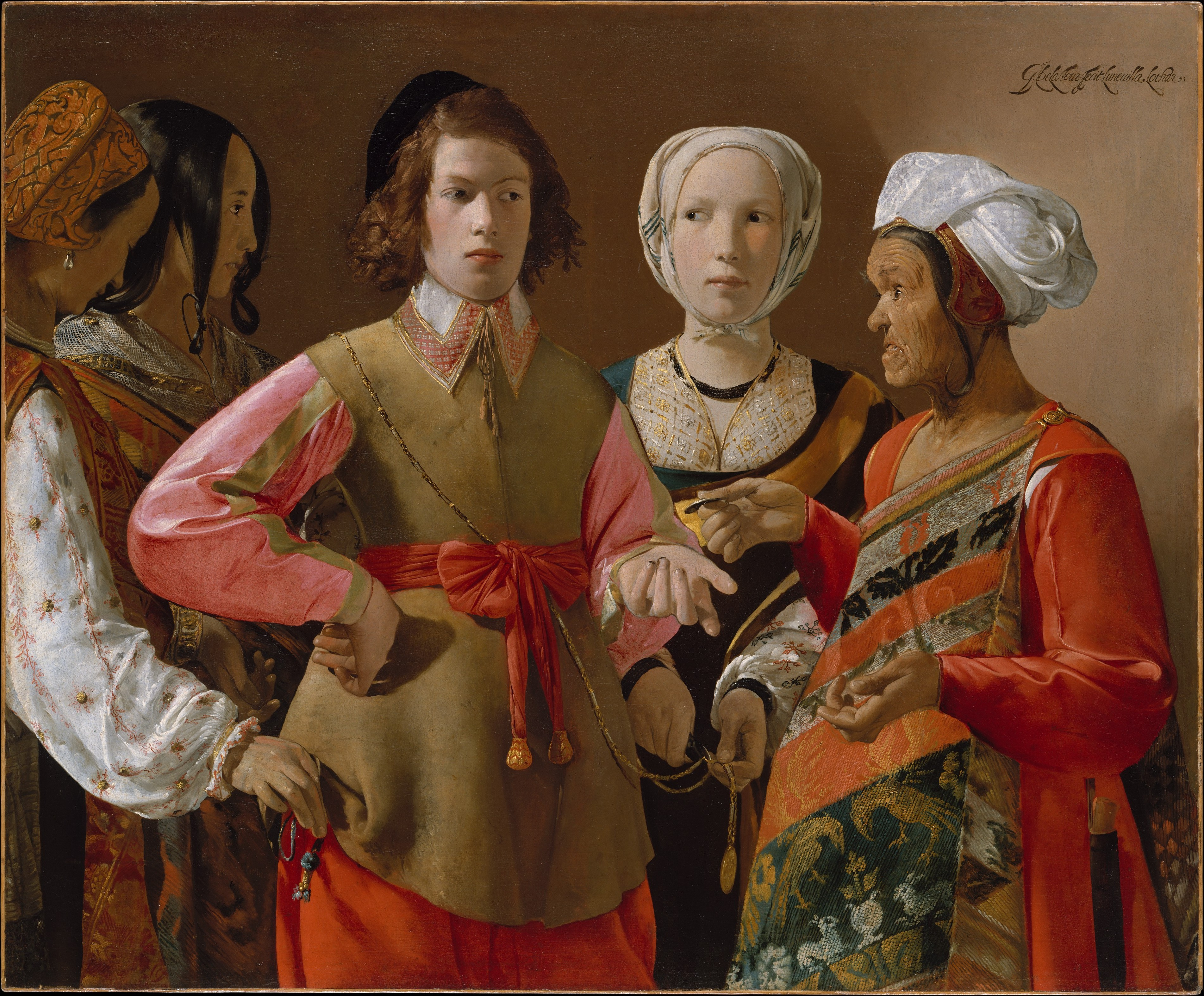
De La Tour, Hadačka (1630)
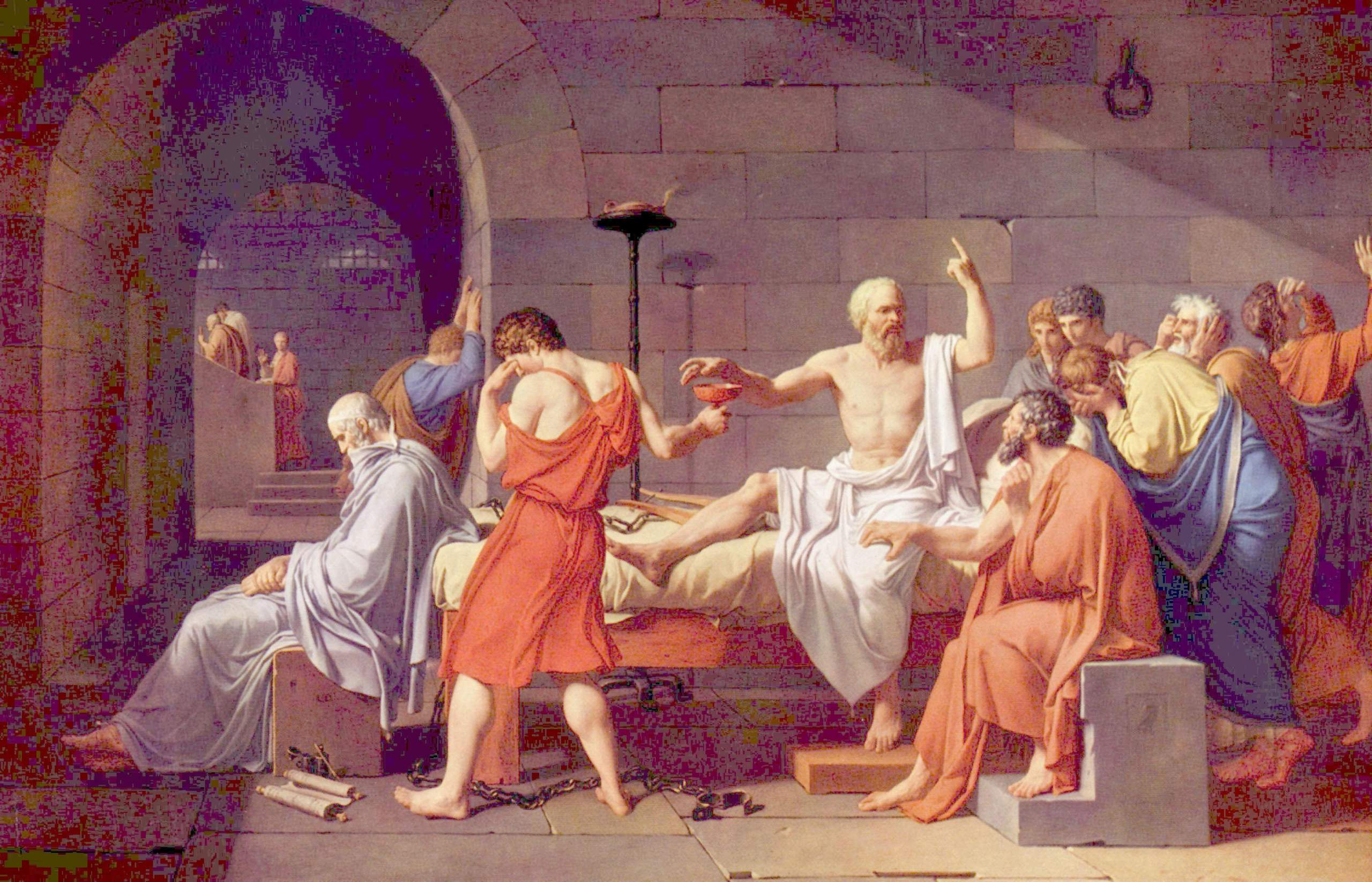
David, Sokratova smrt (1787)
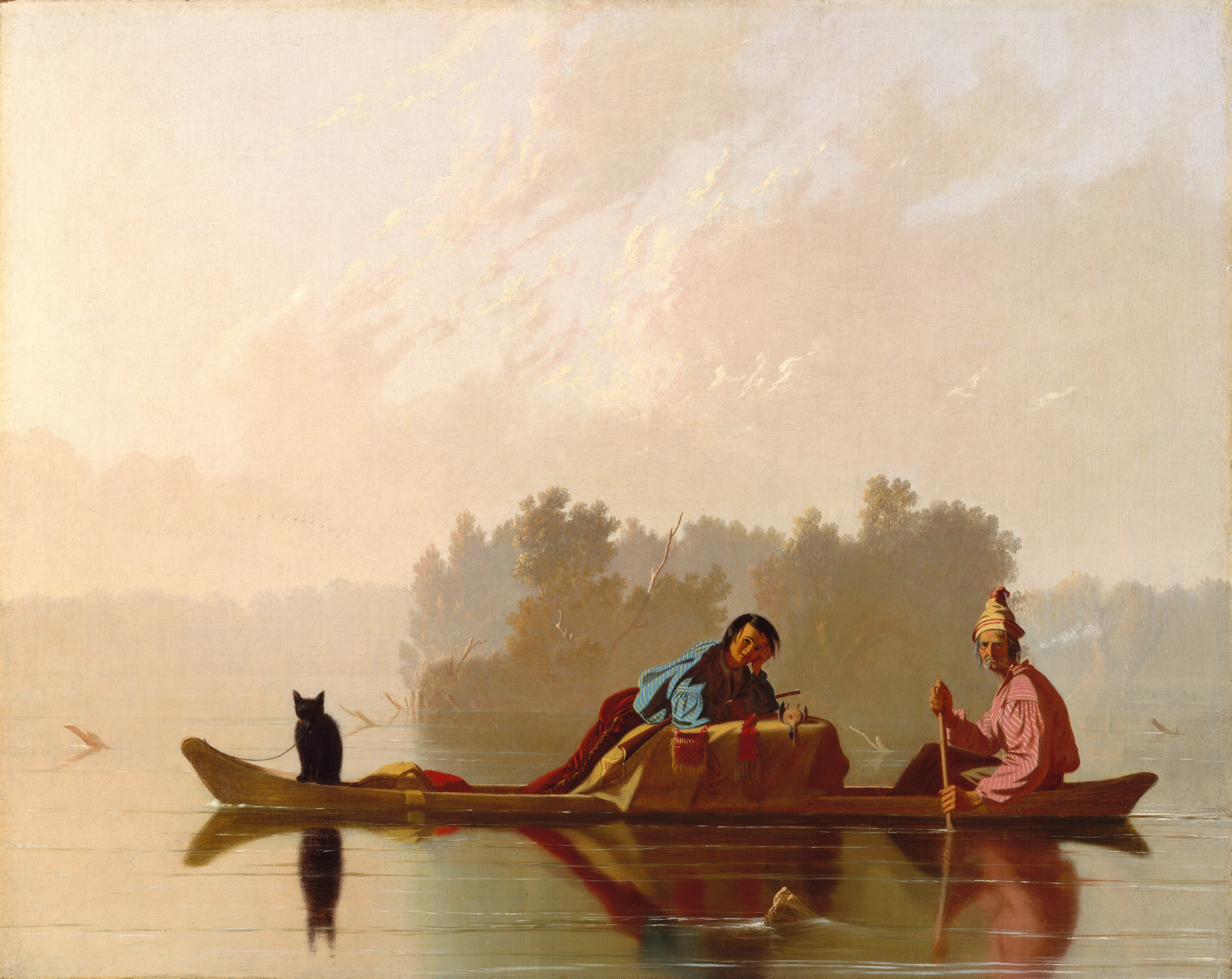
Bingham, Obchodníci s kožešinami na Missouri (1845)
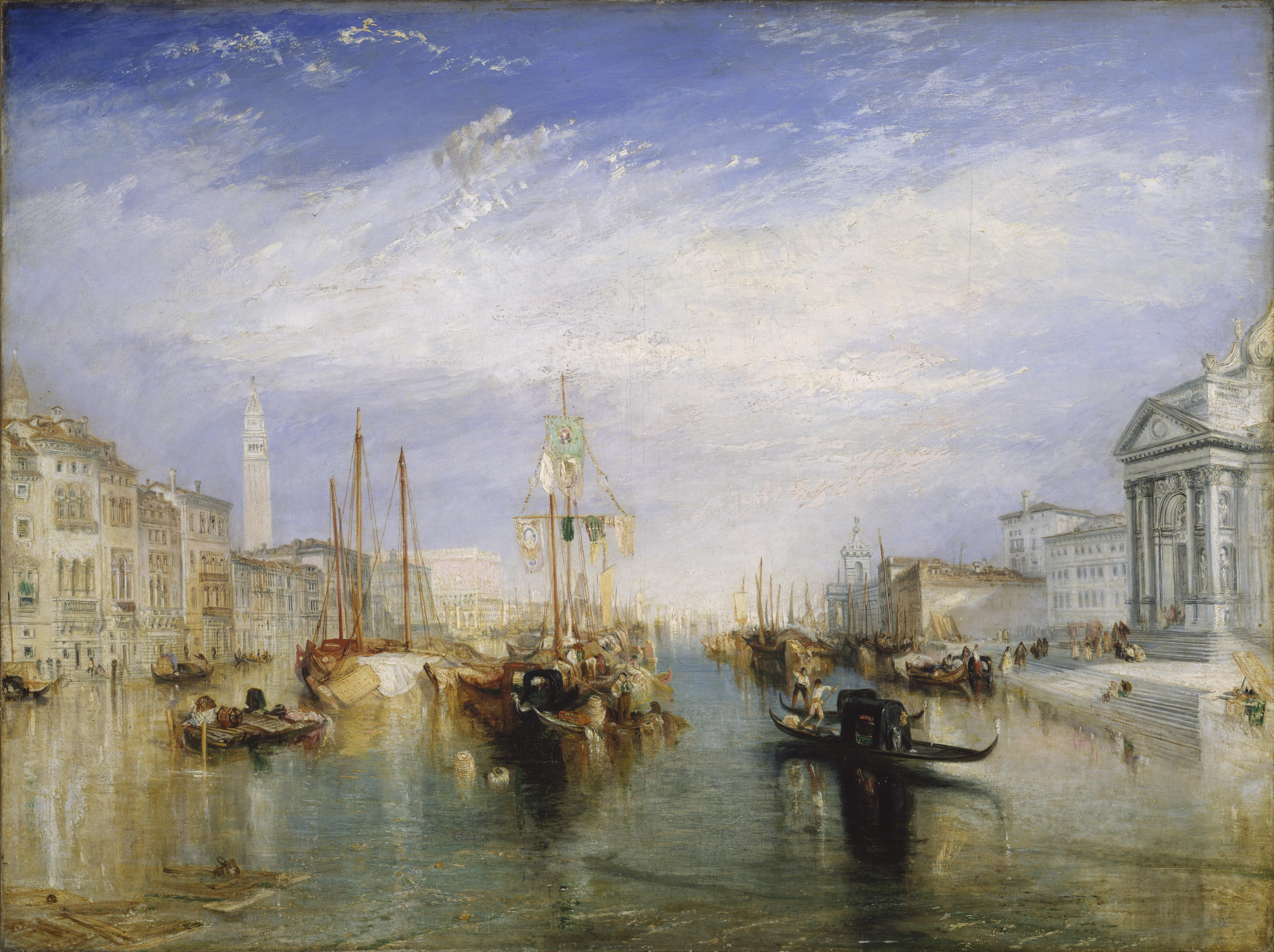
Turner, Benátky (1835)
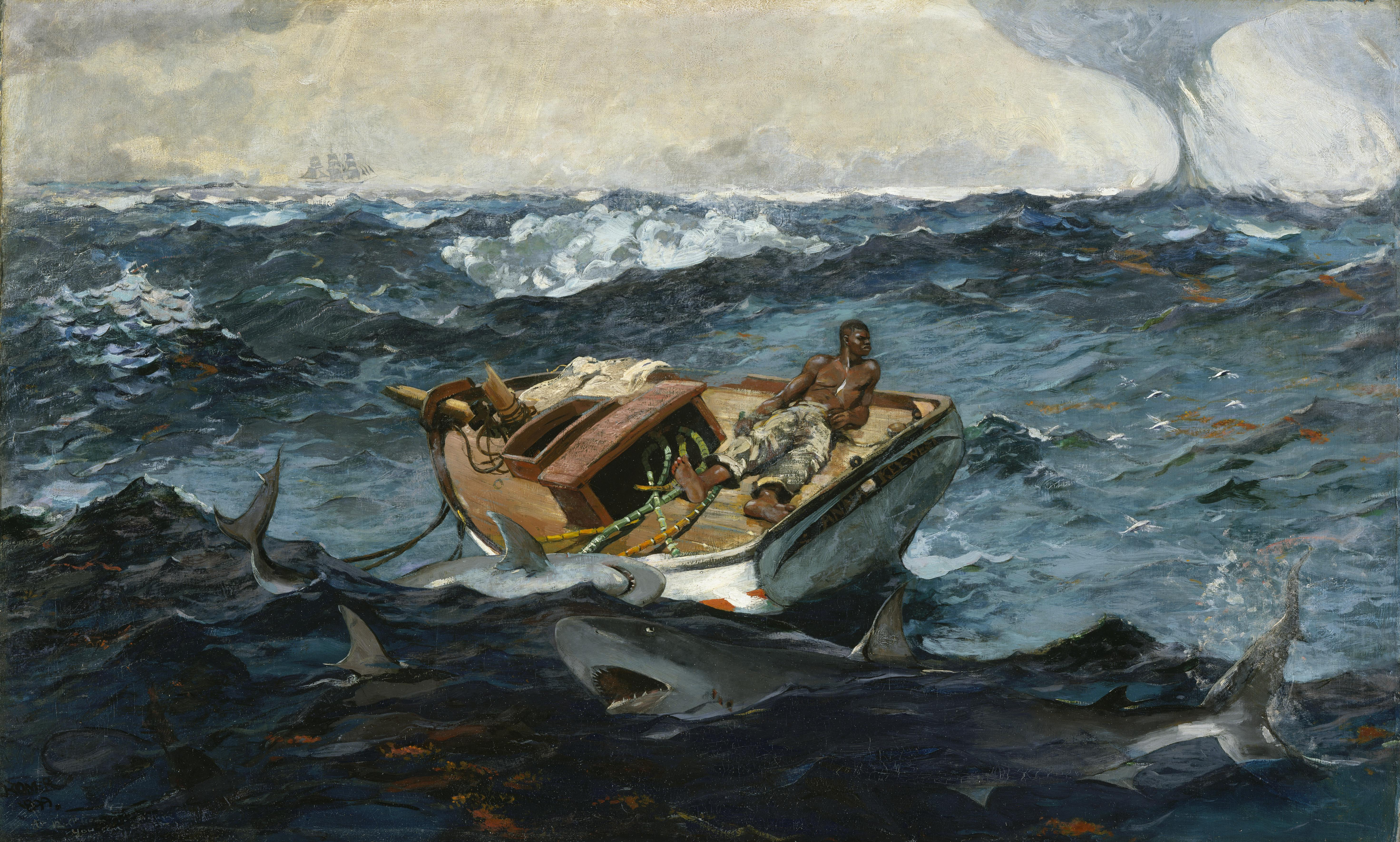
Homer, Golfský proud (1899)
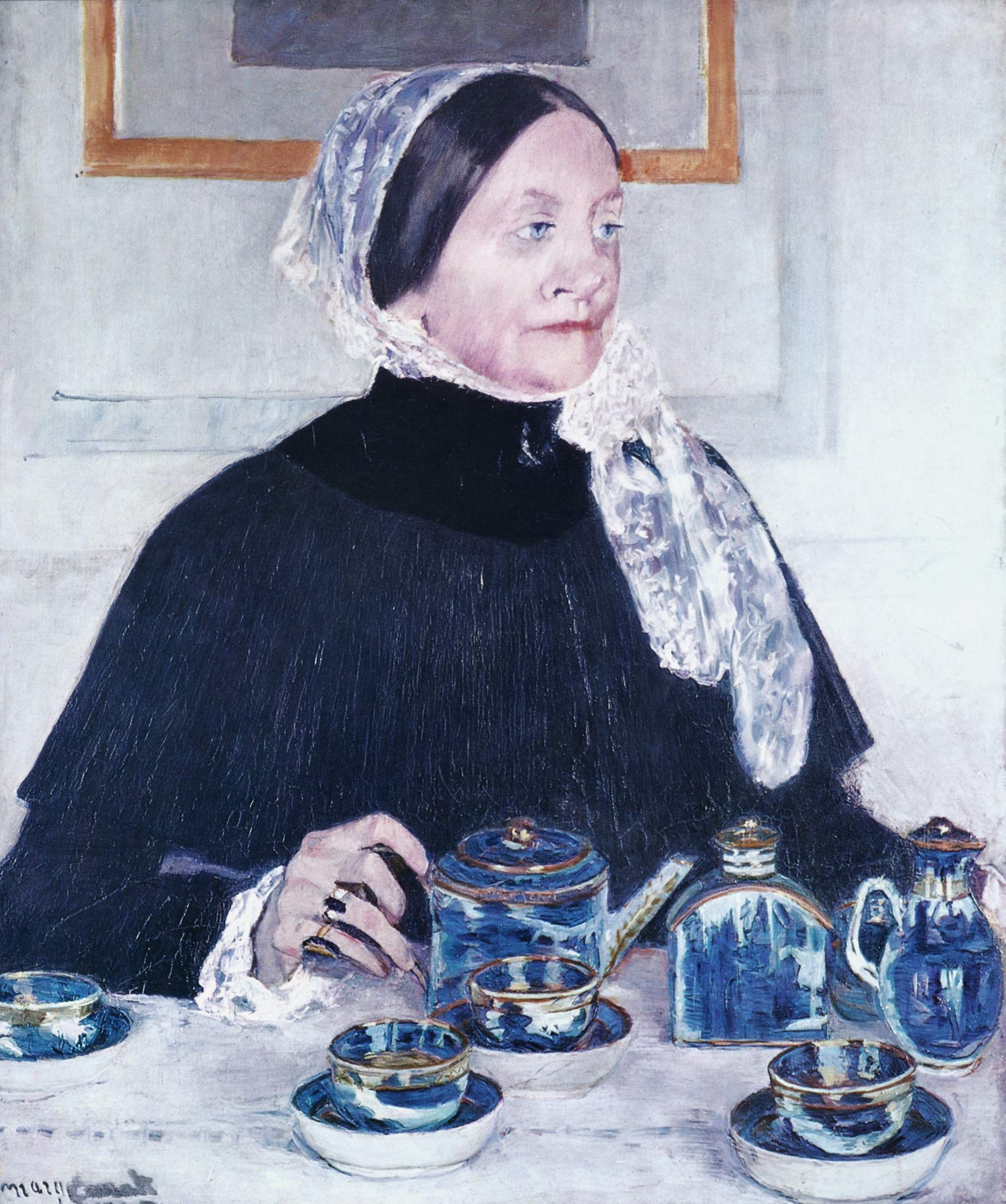
Cassattová, Dáma u čaje (1885)
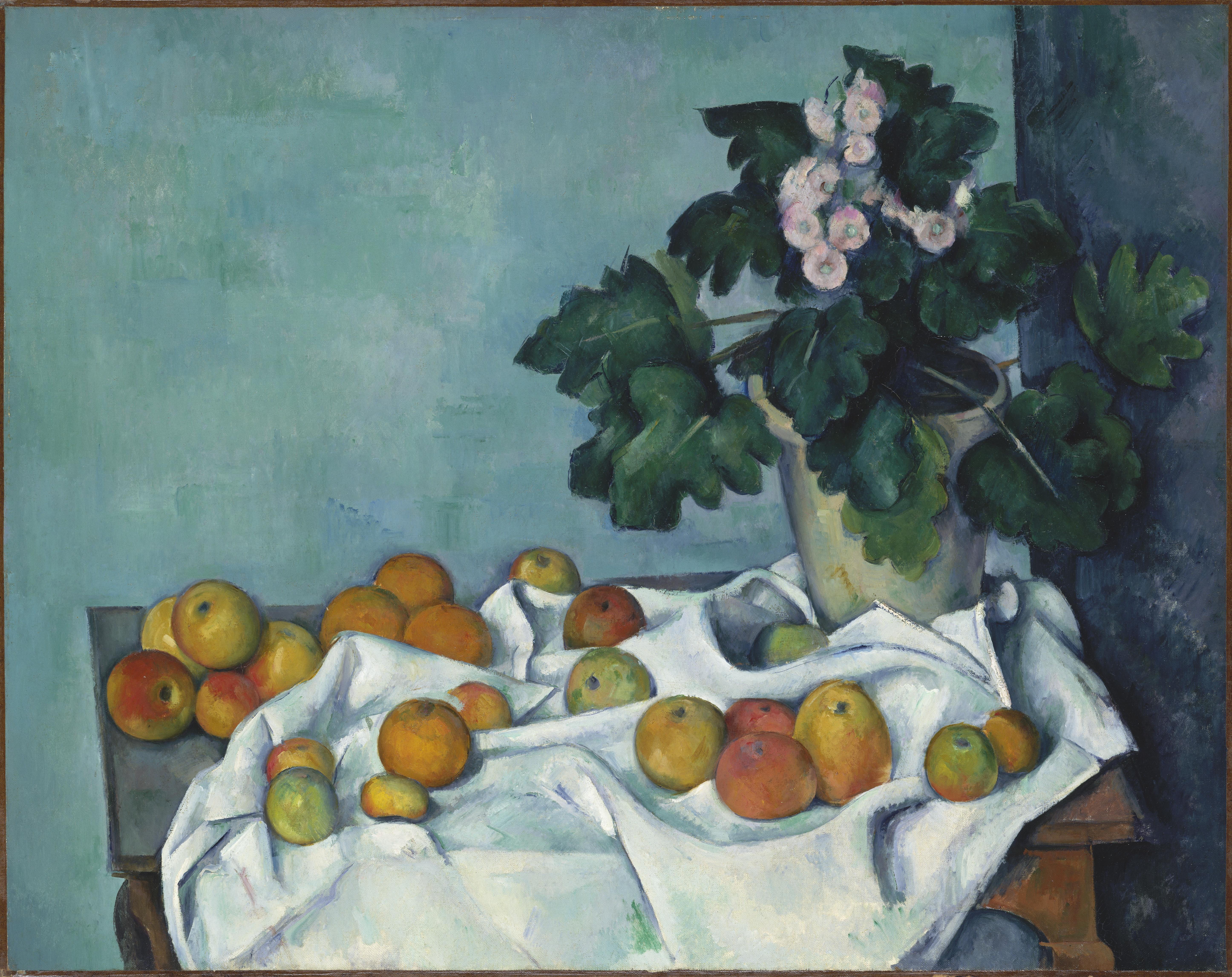
Cézanne, Zátiší s jablky (1890)
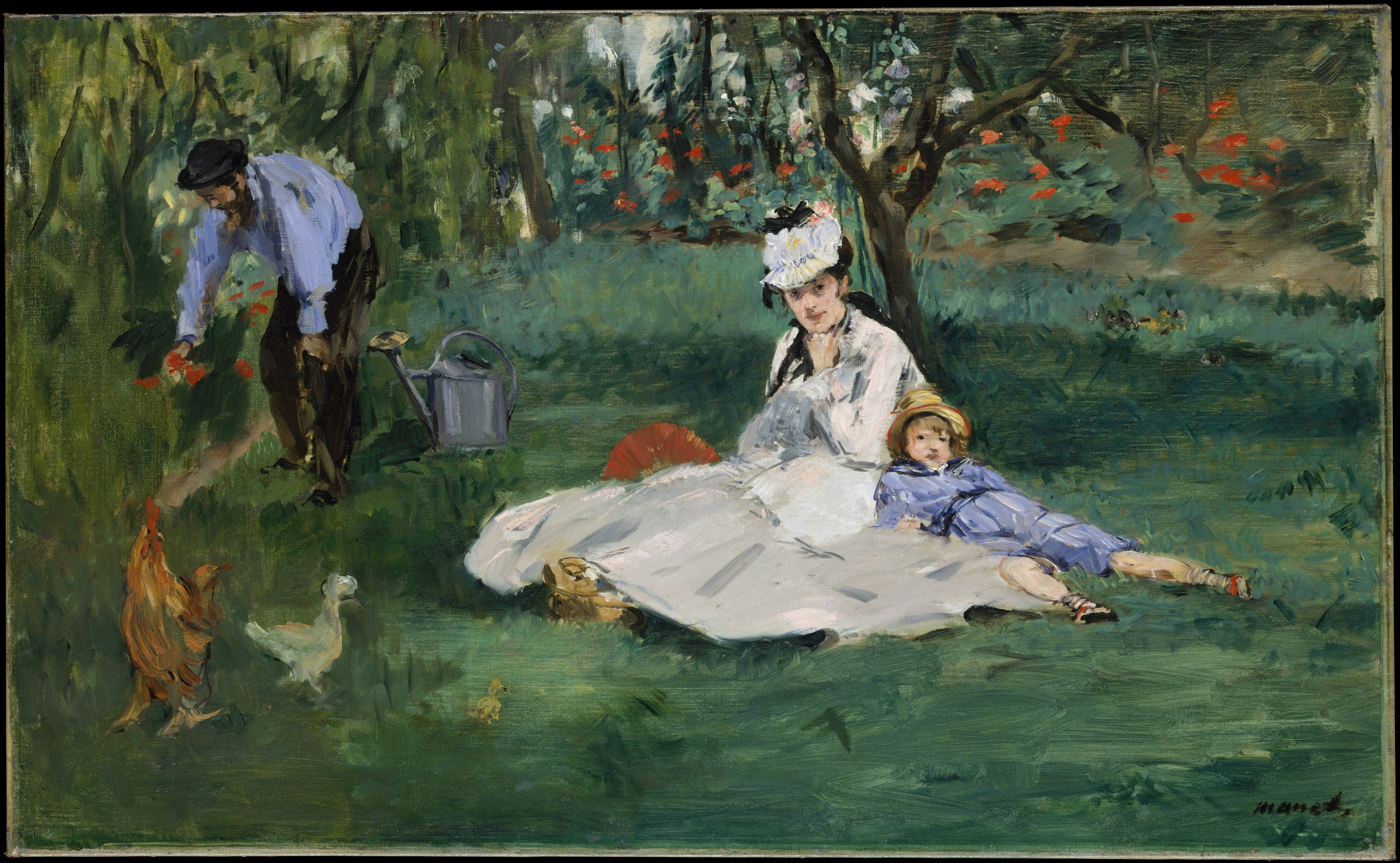
Manet, Rodina Monetova v zahradě (1874)
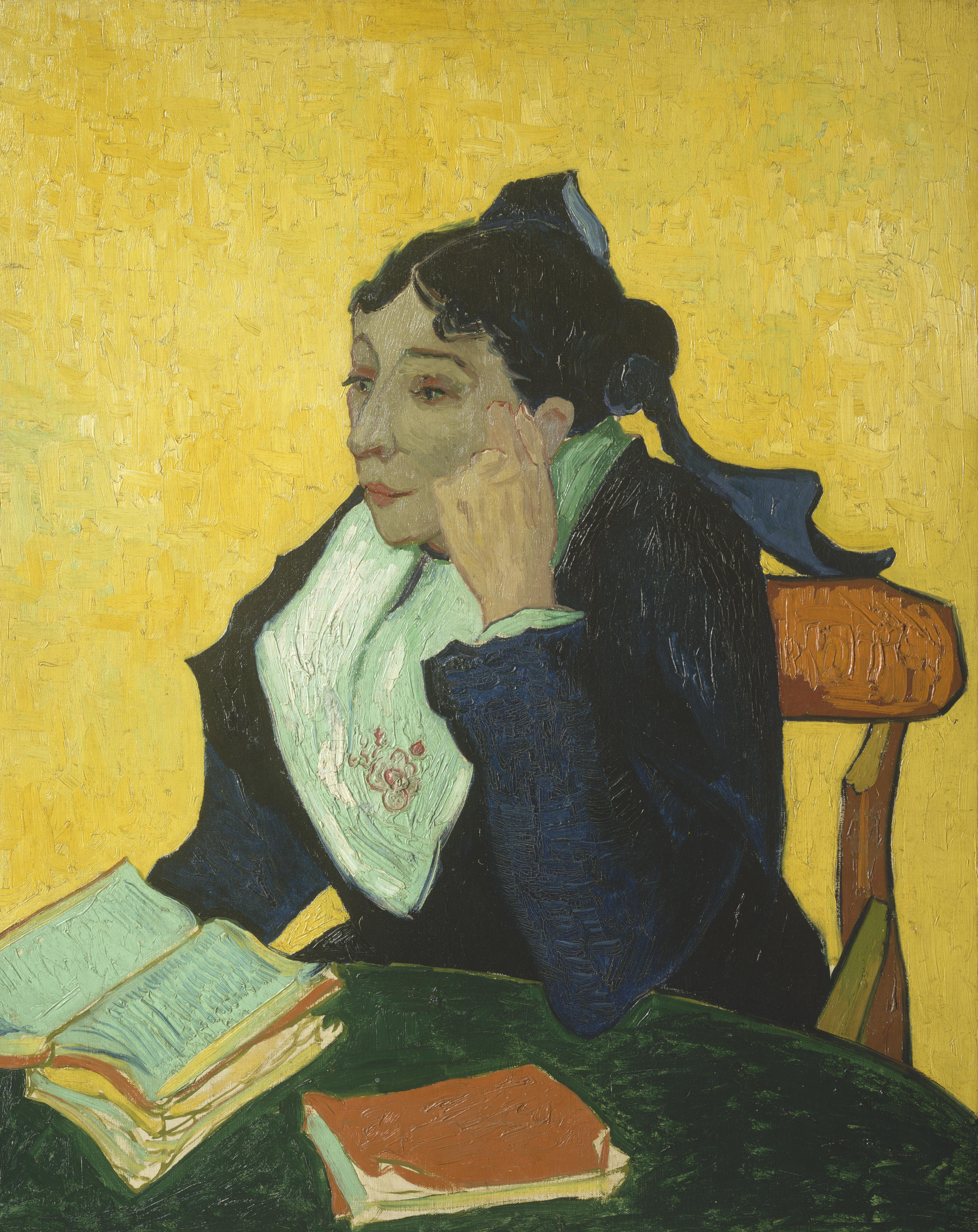
Van Gogh, Paní Ginoux (1888)
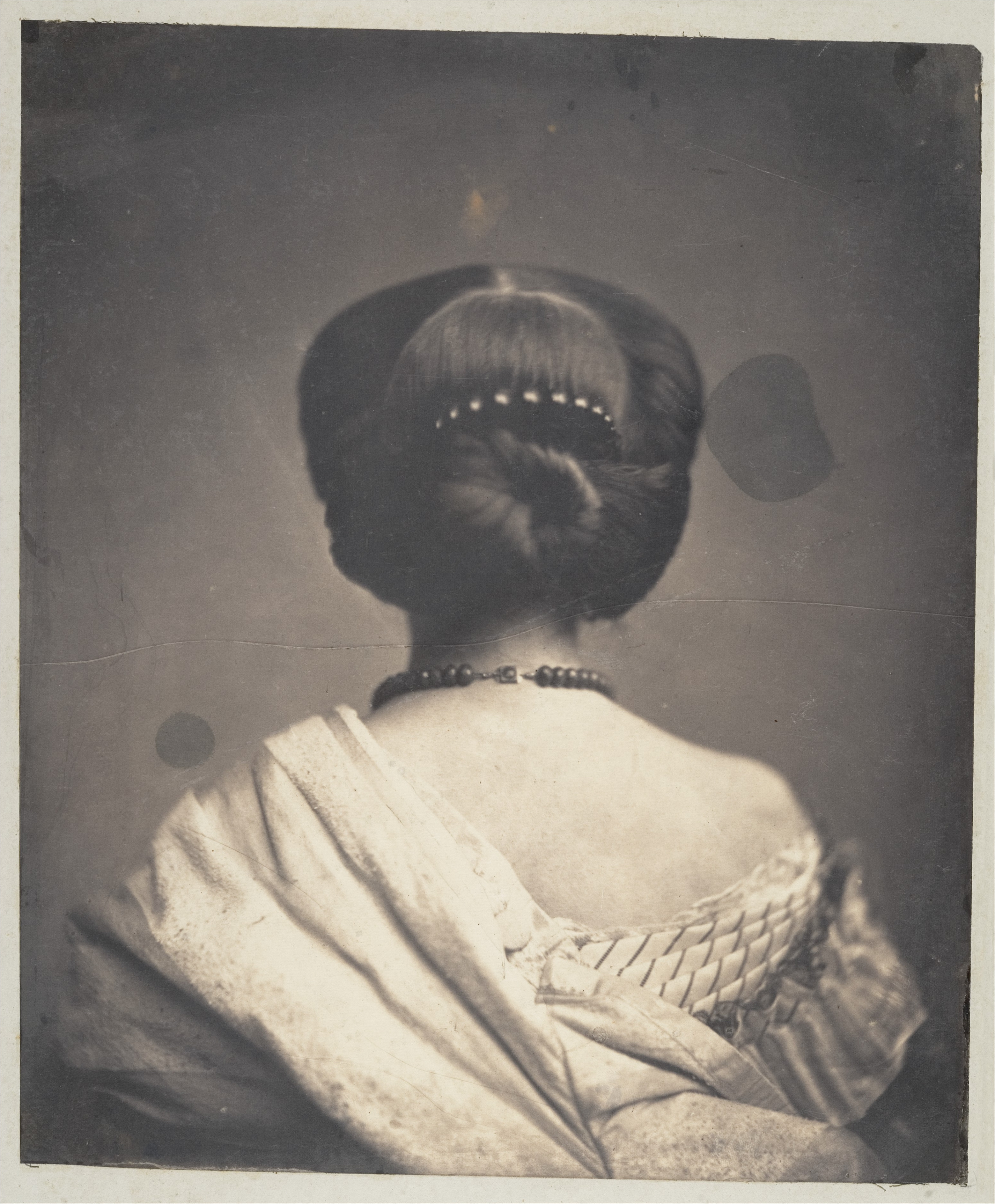
Onésipe Aguado: Woman Seen from the Back